# Élections législatives de 2022 dans l'Ain
Les élections législatives françaises de 2022 se déroulent les 12 et 19 juin 2022. Dans l'Ain, cinq députés sont à élire dans le cadre de cinq circonscriptions.

## Contexte politique

### À l'Assemblée
En 2017, la droite manque le grand chelem pour la première fois depuis 1997. La République en marche parvient à obtenir deux députés dans le département, Stéphane Trompille et Olga Givernet. Les trois autres membres de la délégation parlementaire sont tous issus des Républicains et tous sortants, Xavier Breton, Charles de la Verpillière et Damien Abad.
Xavier Breton, député de Bourg-en-Bresse, intègre la commission des Lois, en tant que secrétaire. Au cours de son mandat, il exerce diverses fonctions. Parmi les commissions spéciales d'examen de lois, il fait notamment partie de celle concernant la loi bioéthique. Il préside trois missions d'information, une en 2019 toujours à propos de la loi bioéthique, et deux en 2021, l'une concernant la lutte contre les entraves à la justice et l'autre visant à examiner les moyens de lutte contre l'abstention. Au niveau des relations internationales, il est aussi vice-président du groupe d'amitié France-Soudan et président du groupe d'études sur les relations avec le Vatican. En parallèle de ses activités à l'Assemblée, il est l'un des convives d'un dîner remarqué en 2019, peu après les élections européennes, auquel assistent plusieurs élus LR et Marion Maréchal.
L'ancien président du conseil général, Charles de la Verpillière, obtient la position de vice-président de la commission de la Défense, onze jours après sa troisième élection en tant que député de Lagnieu-Miribel. Il est également président du groupe d'études sur les gens du voyage et du groupe d'amitié France-Kenya Ouganda Tanzanie.
Seule femme de la délégation aindinoise, Olga Givernet devient membre, sitôt élue, de la commission des affaires étrangères. Elle est également vice-présidente du comité d'évaluation des politiques publiques, des groupes d'étude sur l'enseignement privé et sur le statut des travailleurs mobiles, et du groupe d'amitié France-Suisse. Elle est candidate malheureuse pour prendre la tête du groupe En Marche à l'Assemblée, en 2019. Elle se met en retrait de son parti en juillet 2021.
Stéphane Trompille, benjamin des députés de l'Ain, est membre, comme son collègue Charles de la Verpillière, de la commission de la Défense. En 2019, il est co-rapporteur d'une mission d'information sur la défense spatiale. En 2018, lors de l'acte III du mouvement des gilets jaunes, il a une altercation violente avec plusieurs gilets jaunes. En 2019, il est accusé par deux collaborateurs de licenciement abusif et de harcèlement sexuel par l'une des deux. Reconnu coupable en 2020, il a fait appel de cette décision. Il n'est pas réinvesti par son parti pour ces élections législatives, au profit d'Isabelle Seguin.
Damien Abad, député d'Oyonnax depuis 2012, démissionne le 10 juillet 2017 de la présidence du conseil départemental. Il s'engage au sein de la commission des Finances et se présente face à Christian Jacob pour la présidence du groupe LR. Il est alors défait mais à la suite de la démission de ce dernier en 2019, Damien Abad l'emporte sur Olivier Marleix pour lui succéder. En 2019, il préside une mission d'information dédiée aux conséquences diverses du mouvement des gilets jaunes. Il est aussi vice-président en 2020-21 d'une autre mission, cette fois dédiée aux conséquences et à la gestion de la pandémie de Covid-19 en France.

### Élections intermédiaires
Les élections européennes de 2019 offrent dans l'Ain un résultat similaire à celui observé à l'échelle nationale : environ 50 % d'abstention, la liste RN en légère avance sur la liste LREM et la liste EELV troisième, devant la liste LR. Dans le détail, le RN obtient un point de plus dans l'Ain et LR deux, par rapport au reste du pays. Bourg-en-Bresse place la liste LREM largement première tandis qu'Oyonnax place Europe Écologie quatrième derrière LR.
Les élections municipales de 2020 confirment la mainmise de la droite sur le département. Les quelques municipalités de gauche se font rares, après la débâcle de 2014. Miribel bascule à droite. Parmi les mairies principales, seules Saint-Genis-Pouilly et le chef-lieu Bourg-en-Bresse restent des bastions de gauche.
Les élections régionales de 2021 sont largement remportées à l'échelle régionale par la liste de droite du président sortant Laurent Wauquiez, en triangulaire face à la liste d'union de la gauche menée par l'écologiste Fabienne Grébert et la liste RN d'Andréa Kotarac. L'Ain attribue également une large avance à la liste LR, menée dans le département par l'ancienne députée Stéphanie Pernod-Beaudon, mais place en deuxième position au premier tour la liste RN. Toutefois, la liste de gauche fusionnée, comptant en son sein la tête de liste socialiste du premier tour, la sénatrice Florence Blatrix-Contat, parvient à obtenir 30 % des voix au second tour contre 15 % pour le RN (et 55 % pour LR). On note que Xavier Breton est réélu conseiller régional sur la liste LR mais Olga Givernet, élue en 2015 sur la liste socialiste, tête de liste LREM départementale, n'a pas cette chance, éliminée au premier tour avec le reste de sa liste.
Après les élections de 2015 qui avaient vu la gauche perdre sa majorité au conseil départemental pour ne conserver que 4 élus sur les 46 que compte le conseil départemental, les élections départementales de 2021 ne sont qu'une confirmation pour l'écrasante majorité de droite. La gauche conserve ses cantons de Valserhône et de Vonnas mais ne parvient pas à progresser. Seuls 5 cantons de droite leur accordent plus de 40 % des voix au second tour - avec un meilleur score de 48 % à Bourg-en-Bresse-2. Les binômes comprenant l'un Damien Abad et l'autre Charles de la Verpillière sont réélus face au RN dans leurs cantons de Pont-d'Ain et de Lagnieu, respectivement.

### Résultats de l'élection présidentielle de 2022 par circonscription
| Circonscription | 1er tour | 1er tour | 1er tour  | 1er tour | 1er tour | 1er tour | 1er tour | 1er tour |         | 2d tour | 2d tour |
| Circonscription | Macron   | Le Pen   | Mélenchon | Zemmour  | Pécresse | Jadot    | Lassalle | Roussel  | Macron  | Le Pen  |         |
| --------------- | -------- | -------- | --------- | -------- | -------- | -------- | -------- | -------- | ------- | ------- | ------- |
| Circonscription |          |          |           |          |          |          |          |          |         |         |         |
| 1re             | 27,18 %  | 27,21 %  | 16,38 %   | 7,58 %   | 5,7 %    | 4,37 %   | 3,73 %   | 1,94 %   | 54,28 % | 45,72 % |         |
| 2e              | 28,36 %  | 26,47 %  | 17,02 %   | 8,65 %   | 5,09 %   | 4,96 %   | 2,58 %   | 1,85 %   | 55,21 % | 44,79 % |         |
| 3e              | 30,87 %  | 19,56 %  | 20,19 %   | 8,07 %   | 4,87 %   | 6,25 %   | 3,1 %    | 1,34 %   | 62,64 % | 37,36 % |         |
| 4e              | 28,68 %  | 28,85 %  | 13,98 %   | 8,43 %   | 5,51 %   | 4,27 %   | 3,03 %   | 1,66 %   | 52,46 % | 47,54 % |         |
| 5e              | 22,74 %  | 27,40 %  | 20,33 %   | 8,53 %   | 5,17 %   | 3,97 %   | 4,15 %   | 2,14 %   | 50,79 % | 49,21 % |         |

## Système électoral
Les élections législatives ont lieu au scrutin uninominal majoritaire à deux tours dans des circonscriptions uninominales.
Est élu au premier tour le candidat qui réunit la majorité absolue des suffrages exprimés et un nombre de voix au moins égal au quart (25 %) des électeurs inscrits dans la circonscription. Si aucun des candidats ne satisfait ces conditions, un second tour est organisé entre les candidats ayant réuni un nombre de voix au moins égal à un huitième des inscrits (12,5 %) ; les deux candidats arrivés en tête du premier tour se maintiennent néanmoins par défaut si un seul ou aucun d'entre eux n'a atteint ce seuil. Au second tour, le candidat arrivé en tête est déclaré élu.
Le seuil de qualification basé sur un pourcentage du total des inscrits et non des suffrages exprimés rend plus difficile l'accès au second tour lorsque l'abstention est élevée. Le système permet en revanche l'accès au second tour de plus de deux candidats si plusieurs d'entre eux franchissent le seuil de 12,5 % des inscrits. Les candidats en lice au second tour peuvent ainsi être trois, un cas de figure appelé « triangulaire ». Les second tours où s'affrontent quatre candidats, appelés « quadrangulaire » sont également possibles, mais beaucoup plus rares.

### Partis et nuances
Les résultats des élections sont publiés en France par le ministère de l'Intérieur, qui classe les partis en leur attribuant des nuances politiques. Ces dernières sont décidées par les préfets, qui les attribuent indifféremment de l'étiquette politique déclarée par les candidats, qui peut être celle d'un parti ou une candidature sans étiquette.
En 2022, seules les coalitions Ensemble (ENS) et Nouvelle Union populaire écologique et sociale (NUP), ainsi que le Parti radical de gauche (RDG), l'Union des démocrates et indépendants (UDI), Les Républicains (LR), le Rassemblement national (RN) et Reconquête (REC) se voient attribuer une nuance propre ,,.
Tous les autres partis se voient attribuer l'une ou l'autre des nuances suivantes : DXG (divers extrême gauche), DVG (divers gauche), ECO (écologiste), REG (régionaliste), DVC (divers centre), DVD (divers droite), DSV (droite souverainiste) et DXD (divers extrême droite). Des partis comme Debout la France ou Lutte ouvrière ne disposent ainsi pas de nuances propres, et leurs résultats nationaux ne sont pas publiés séparément par le ministère, car mélangés avec d'autres partis (respectivement dans les nuances DSV et DXG),.

## Campagne
Tous les députés sortants annoncent leur candidature à leur réélection respective, à l'exception de Charles de la Verpillière. Ce dernier annonce en novembre 2021 ne pas se représenter pour un quatrième mandat de député.
Dans la foulée, LR présente ses candidats. Outre Damien Abad et Xavier Breton, se présentent Véronique Baude (3e circ.), vice-présidente du conseil départemental, face à Olga Givernet et Jean-Loup Kastler, candidat de rassemblement de la gauche et des écologistes. Aurane Reihanian (4e circ.), chef de file de l'opposition municipale à Bourg-en-Bresse. Alexandre Nanchi (2e circ.), conseiller régional, brigue la succession de Charles de la Verpillière.
Ensemble (coalition française) présente 4 candidats, dont Isabelle Seguin, dans la 4e circonscription, en lieu et place de M. Stéphane Trompille, député sortant non investi et qui se présente sans étiquette.
Le parti Reconquête! présente cinq candidats :
- Julien Bellon, cadre dans l'énergie, dans la 1re circonscription
- Alexandre Costa, membre des forces de l'ordre, dans la 2e circonscription
- Karine Dubarry, directrice d'agence de travail intérimaire, dans la 3e circonscription
- Benoît de Boysson, avocat, enseignant en droit, coordonnateur départemental de la Fédération Reconquête! de l'Ain, dans la 4e circonscription
- Philippe Tournier-Billon, chef d'entreprise, adjoint au maire d'Oyonnax, élu communautaire de Haut Bugey Agglomération, élu CCI.

## Sondages

### 5ecirconscription de l'Ain

#### Premier tour
| Sondeur | Date     | Échantillon | LO     | LFI (NUPES) | DVG    | SE (Ensemble) | LR (UDC) | LMR   | LP (UPF) | RN       | REC             | DIV      |
| Sondeur | Date     | Échantillon | Crozet | Pisani      | Boulmé | Abad          | Martinez | Paris | Fabris   | Nambotin | Tournier-Billon | ! Yilmaz |
| ------- | -------- | ----------- | ------ | ----------- | ------ | ------------- | -------- | ----- | -------- | -------- | --------------- | -------- |
| Sondeur | Date     | Échantillon |        |             |        |               |          |       |          |          |                 |          |
| Ifop    | 1-6 juin | 603         | 1,5 %  | 22 %        | 3 %    | 39 %          | 9,5 %    | 2 %   | 0 %      | 14 %     | 7 %             | 2 %      |

#### Second tour
| Sondeur | Date     | Échantillon | LFI (NUPES) | SE (Ensemble) | RN       |
| Sondeur | Date     | Échantillon | Pisani      | Abad          | Nambotin |
| ------- | -------- | ----------- | ----------- | ------------- | -------- |
| Sondeur | Date     | Échantillon |             |               |          |
| Ifop    | 1-6 juin | 603         | 37 %        | 63 %          | –        |
| Ifop    | 1-6 juin | 603         | –           | 71 %          | 29 %     |

## Résultats

### Élus
| Circonscription                                 | Député sortant              | Parti | Parti | Député élu ou réélu | Parti | Parti |
| ----------------------------------------------- | --------------------------- | ----- | ----- | ------------------- | ----- | ----- |
| 1re                                             | Xavier Breton               |       | LR    | Xavier Breton       |       | LR    |
| 2e                                              | Charles de La Verpillière * |       | LR    | Romain Daubié       |       | MoDem |
| 3e                                              | Olga Givernet               |       | LREM  | Olga Givernet       |       | LREM  |
| 4e                                              | Stéphane Trompille          |       | LREM  | Jérôme Buisson      |       | RN    |
| 5e                                              | Damien Abad                 |       | LR    | Damien Abad         |       | DVD   |
| * député sortant ne se représentant pas en 2022 |                             |       |       |                     |       |       |

### Résultats à l'échelle du département

#### Résultats par coalition
| Parti ou coalition                                           | Parti ou coalition                                           | Parti ou coalition                            | Premier tour | Premier tour | Premier tour | Second tour   | Second tour   | Second tour | Total Sièges  | +/-           |  |
| Parti ou coalition                                           | Parti ou coalition                                           | Parti ou coalition                            | Voix         | %            | Sièges       | Voix          | %             | Sièges      | Total Sièges  | +/-           |  |
| ------------------------------------------------------------ | ------------------------------------------------------------ | --------------------------------------------- | ------------ | ------------ | ------------ | ------------- | ------------- | ----------- | ------------- | ------------- |  |
|                                                              |                                                              | La République en marche (LREM)                | 18 021       | 8,69         | 0            | 18 398        | 10,24         | 1           | 1             | 1             |  |
|                                                              | Mouvement démocrate (MoDem)                                  | 12 916                                        | 6,23         | 0            | 24 960       | 13,90         | 1             | 1           | 1             |               |  |
|                                                              | Indépendant                                                  | 12 034                                        | 5,81         | 0            | 17 687       | 9,85          | 1             | 1           | Nv            |               |  |
|                                                              | Agir                                                         | 8 071                                         | 3,89         | 0            |              |               |               | 0           | Nv            |               |  |
| Total Ensemble (ENS)                                         | Total Ensemble (ENS)                                         | 51 042                                        | 24,63        | 0            | 61 045       | 33,99         | 3             | 3           | 1             |               |  |
|                                                              |                                                              | La France insoumise (LFI)                     | 24 261       | 11,71        | 0            | 39 510        | 22,00         | 0           | 0             | en stagnation |  |
|                                                              | Europe Écologie Les Verts (EELV)                             | 12 428                                        | 6,00         | 0            | 17 824       | 9,92          | 0             | 0           | en stagnation |               |  |
|                                                              | Parti socialiste (PS)                                        | 9 982                                         | 4,82         | 0            | 14 203       | 7,91          | 0             | 0           | en stagnation |               |  |
| Total Nouvelle Union populaire écologique et sociale (NUPES) | Total Nouvelle Union populaire écologique et sociale (NUPES) | 46 671                                        | 22,52        | 0            | 71 537       | 39,83         | 0             | 0           | en stagnation |               |  |
|                                                              | Rassemblement national (RN)                                  | Rassemblement national (RN)                   | 43 544       | 21,01        | 0            | 22 601        | 12,58         | 1           | 1             | 1             |  |
|                                                              |                                                              | Les Républicains (LR)                         | 34 994       | 16,88        | 0            | 24 408        | 13,59         | 1           | 1             | 2             |  |
| Total Union de la droite et du centre (UDC)                  | Total Union de la droite et du centre (UDC)                  | 34 994                                        | 16,88        | 0            | 24 408       | 13,59         | 1             | 1           | 2             |               |  |
|                                                              | Reconquête (REC)                                             | Reconquête (REC)                              | 10 801       | 5,21         | 0            |               |               |             | 0             | Nv            |  |
|                                                              | Dissidents Ensemble                                          | Dissidents Ensemble                           | 4 211        | 2,03         | 0            | 0             | Nv            |             |               |               |  |
|                                                              |                                                              | Debout la France (DLF)                        | 1 746        | 0,84         | 0            | 0             | en stagnation |             |               |               |  |
|                                                              | Les Patriotes (LP)                                           | 1 089                                         | 0,53         | 0            | 0            | Nv            |               |             |               |               |  |
| Total Union pour la France (UPF)                             | Total Union pour la France (UPF)                             | 2 835                                         | 1,37         | 0            | 0            | en stagnation |               |             |               |               |  |
|                                                              | Écologie au centre (ÉAC)                                     | Écologie au centre (ÉAC)                      | 2 280        | 1,10         | 0            | 0             | en stagnation |             |               |               |  |
|                                                              | Parti radical de gauche (PRG)                                | Parti radical de gauche (PRG)                 | 2 215        | 1,07         | 0            | 0             | en stagnation |             |               |               |  |
|                                                              | Le Mouvement de la ruralité (LMR)                            | Le Mouvement de la ruralité (LMR)             | 1 992        | 0,96         | 0            | 0             | Nv            |             |               |               |  |
|                                                              | Lutte ouvrière (LO)                                          | Lutte ouvrière (LO)                           | 1 809        | 0,87         | 0            | 0             | en stagnation |             |               |               |  |
|                                                              |                                                              | L'Écologie populaire (ÉP)                     | 1 763        | 0,85         | 0            | 0             | Nv            |             |               |               |  |
| Total Fédération de la gauche républicaine (FGR)             | Total Fédération de la gauche républicaine (FGR)             | 1 763                                         | 0,85         | 0            | 0            | Nv            |               |             |               |               |  |
|                                                              | Parti animaliste (PA)                                        | Parti animaliste (PA)                         | 1 183        | 0,57         | 0            | 0             | en stagnation |             |               |               |  |
|                                                              | Parti ouvrier indépendant démocratique (POID)                | Parti ouvrier indépendant démocratique (POID) | 281          | 0,14         | 0            | 0             | en stagnation |             |               |               |  |
|                                                              |                                                              | République souveraine (RS)                    | 265          | 0,13         | 0            | 0             | Nv            |             |               |               |  |
| Total La Raison du Peuple (LRDP)                             | Total La Raison du Peuple (LRDP)                             | 265                                           | 0,13         | 0            | 0            | Nv            |               |             |               |               |  |
|                                                              | Parti pirate (PP)                                            | Parti pirate (PP)                             | 80           | 0,04         | 0            | 0             | en stagnation |             |               |               |  |
|                                                              | Autres partis                                                | Autres partis                                 | 0            | 0,00         | 0            | 0             | en stagnation |             |               |               |  |
|                                                              | Sans étiquette (SE)                                          | Sans étiquette (SE)                           | 1 300        | 0,63         | 0            | 0             | en stagnation |             |               |               |  |
|                                                              |                                                              |                                               |              |              |              |               |               |             |               |               |  |
| Suffrages exprimés                                           | Suffrages exprimés                                           | Suffrages exprimés                            | 207 266      | 98,14        |              | 179 591       | 90,57         |             |               |               |  |
| Votes blancs                                                 | Votes blancs                                                 | Votes blancs                                  | 2 962        | 1,40         | 14 338       | 7,23          |               |             |               |               |  |
| Votes nuls                                                   | Votes nuls                                                   | Votes nuls                                    | 962          | 0,46         | 4 370        | 2,20          |               |             |               |               |  |
| Total                                                        | Total                                                        | Total                                         | 211 190      | 100          | 0            | 198 299       | 100           | 5           | 5             | en stagnation |  |
| Abstentions                                                  | Abstentions                                                  | Abstentions                                   | 229 507      | 52,08        |              | 242 450       | 55,01         |             |               |               |  |
| Inscrits/Participation                                       | Inscrits/Participation                                       | Inscrits/Participation                        | 440 697      | 47,92        | 440 749      | 44,99         |               |             |               |               |  |

#### Résultats par nuance
| Nuance                 | Nuance                                         | Nuance                 | Premier tour | Premier tour | Premier tour | Second tour | Second tour   | Second tour | Total Sièges | +/-           |  |
| Nuance                 | Nuance                                         | Nuance                 | Voix         | %            | Sièges       | Voix        | %             | Sièges      | Total Sièges | +/-           |  |
| ---------------------- | ---------------------------------------------- | ---------------------- | ------------ | ------------ | ------------ | ----------- | ------------- | ----------- | ------------ | ------------- |  |
|                        | Nouvelle Union populaire écologique et sociale | NUP                    | 46 671       | 22,52        | 0            | 71 537      | 39,83         | 0           | 0            | en stagnation |  |
|                        | Rassemblement national                         | RN                     | 43 544       | 21,01        | 0            | 22 601      | 12,58         | 1           | 1            | 1             |  |
|                        | Ensemble !                                     | ENS                    | 39 008       | 18,82        | 0            | 43 358      | 24,14         | 2           | 2            | en stagnation |  |
|                        | Les Républicains                               | LR                     | 34 994       | 16,88        | 0            | 24 408      | 13,59         | 1           | 1            | 2             |  |
|                        | Divers droite                                  | DVD                    | 14 026       | 6,77         | 0            | 17 687      | 9,85          | 1           | 1            | Nv            |  |
|                        | Reconquête                                     | REC                    | 10 801       | 5,21         | 0            |             |               |             | 0            | Nv            |  |
|                        | Ecologistes                                    | ECO                    | 5 226        | 2,52         | 0            | 0           | en stagnation |             |              |               |  |
|                        | Divers centre                                  | DVC                    | 4 280        | 2,07         | 0            | 0           | Nv            |             |              |               |  |
|                        | Droite souverainiste                           | DSV                    | 2 835        | 1,37         | 0            | 0           | en stagnation |             |              |               |  |
|                        | Parti radical de gauche                        | RDG                    | 2 215        | 1,07         | 0            | 0           | en stagnation |             |              |               |  |
|                        | Divers extrême gauche                          | DXG                    | 1 809        | 0,87         | 0            | 0           | en stagnation |             |              |               |  |
|                        | Divers                                         | DIV                    | 1 565        | 0,76         | 0            | 0           | en stagnation |             |              |               |  |
|                        | Divers gauche                                  | DVG                    | 292          | 0,14         | 0            | 0           | en stagnation |             |              |               |  |
|                        |                                                |                        |              |              |              |             |               |             |              |               |  |
| Suffrages exprimés     | Suffrages exprimés                             | Suffrages exprimés     | 207 266      | 98,14        |              | 179 591     | 90,57         |             |              |               |  |
| Votes blancs           | Votes blancs                                   | Votes blancs           | 2 962        | 1,40         | 14 338       | 7,23        |               |             |              |               |  |
| Votes nuls             | Votes nuls                                     | Votes nuls             | 962          | 0,46         | 4 370        | 2,20        |               |             |              |               |  |
| Total                  | Total                                          | Total                  | 211 190      | 100          | 0            | 198 299     | 100           | 5           | 5            | en stagnation |  |
| Abstentions            | Abstentions                                    | Abstentions            | 229 507      | 52,08        |              | 242 450     | 55,01         |             |              |               |  |
| Inscrits/Participation | Inscrits/Participation                         | Inscrits/Participation | 440 697      | 47,92        | 440 749      | 44,99       |               |             |              |               |  |

### Cartes

Nuance politique des candidats arrivés en tête dans chaque commune au 1er tour.
Nuance politique des candidats arrivés en tête dans chaque commune au 2e tour.

### Résultats par circonscription

#### Première circonscription
Député sortant : Xavier Breton (Les Républicains).
| Candidat                 | Candidat                  | Parti et coalition       | Nuance                   | Premier tour | Premier tour | Second tour | Second tour |
| Candidat                 | Candidat                  | Parti et coalition       | Nuance                   | Voix         | %            | Voix        | %           |
| ------------------------ | ------------------------- | ------------------------ | ------------------------ | ------------ | ------------ | ----------- | ----------- |
|                          | Xavier Breton             | LR (UDC)                 | LR                       | 10 599       | 25,35        | 24 408      | 63,22       |
|                          | Sébastien Guéraud         | PS (NUPES)               | NUP                      | 9 982        | 23,87        | 14 203      | 36,78       |
|                          | Brigitte Piroux Giannotti | RN                       | RN                       | 8 971        | 21,46        |             |             |
|                          | Vincent Guillermin        | Agir (ENS)               | ENS                      | 8 071        | 19,30        |             |             |
|                          | Julien Bellon             | REC                      | REC                      | 1 995        | 4,77         |             |             |
|                          | Eliane Armenjon           | ÉAC                      | ECO                      | 1 161        | 2,78         |             |             |
|                          | Michaël Mendès            | DLF (UPF)                | DSV                      | 641          | 1,53         |             |             |
|                          | Éric Lahy                 | LO                       | DXG                      | 391          | 0,94         |             |             |
|                          |                           |                          |                          |              |              |             |             |
| Votes valides            | Votes valides             | Votes valides            | Votes valides            | 41 811       | 98,30        | 38 611      | 94,76       |
| Votes blancs             | Votes blancs              | Votes blancs             | Votes blancs             | 490          | 1,15         | 1 590       | 3,90        |
| Votes nuls               | Votes nuls                | Votes nuls               | Votes nuls               | 234          | 0,55         | 547         | 1,34        |
| Total                    | Total                     | Total                    | Total                    | 42 535       | 100          | 40 748      | 100         |
| Abstention               | Abstention                | Abstention               | Abstention               | 43 652       | 50,65        | 45 446      | 52,73       |
| Inscrits / participation | Inscrits / participation  | Inscrits / participation | Inscrits / participation | 86 187       | 49,35        | 86 194      | 47,27       |

#### Deuxième circonscription
Député sortant : Charles de La Verpillière (Les Républicains).
| Candidat                 | Candidat                 | Parti et coalition       | Nuance                   | Premier tour | Premier tour | Second tour | Second tour |
| Candidat                 | Candidat                 | Parti et coalition       | Nuance                   | Voix         | %            | Voix        | %           |
| ------------------------ | ------------------------ | ------------------------ | ------------------------ | ------------ | ------------ | ----------- | ----------- |
|                          | Romain Daubié            | MoDem (ENS)              | ENS                      | 12 916       | 26,42        | 24 960      | 58,34       |
|                          | Lumir Lapray             | EELV (NUPES)             | NUP                      | 12 428       | 25,42        | 17 824      | 41,66       |
|                          | Olivier Eyraud           | RN                       | RN                       | 11 354       | 23,23        |             |             |
|                          | Alexandre Nanchi         | LR (UDC)                 | LR                       | 7 192        | 14,71        |             |             |
|                          | Alexandre Costa          | REC                      | REC                      | 2 392        | 4,89         |             |             |
|                          | Thomas Iglésis           | PA                       | ECO                      | 653          | 1,34         |             |             |
|                          | Delphine Carrier         | LP (UPF)                 | DSV                      | 653          | 1,34         |             |             |
|                          | Denis Baratay            | LMR                      | DVD                      | 618          | 1,26         |             |             |
|                          | Vincent Goutagny         | LO                       | DXG                      | 415          | 0,85         |             |             |
|                          | Colin Martet             | RS (LRDP)                | DIV                      | 265          | 0,54         |             |             |
|                          |                          |                          |                          |              |              |             |             |
| Votes valides            | Votes valides            | Votes valides            | Votes valides            | 48 886       | 98,40        | 42 784      | 91,67       |
| Votes blancs             | Votes blancs             | Votes blancs             | Votes blancs             | 629          | 1,27         | 3 043       | 6,52        |
| Votes nuls               | Votes nuls               | Votes nuls               | Votes nuls               | 168          | 0,34         | 845         | 1,81        |
| Total                    | Total                    | Total                    | Total                    | 49 683       | 100          | 46 672      | 100         |
| Abstention               | Abstention               | Abstention               | Abstention               | 50 270       | 50,29        | 53 307      | 53,32       |
| Inscrits / participation | Inscrits / participation | Inscrits / participation | Inscrits / participation | 99 953       | 49,71        | 99 979      | 46,68       |

#### Troisième circonscription
Députée sortante : Olga Givernet (La République en marche).
| Candidat                 | Candidat                 | Parti et coalition       | Nuance                   | Premier tour | Premier tour | Second tour | Second tour |
| Candidat                 | Candidat                 | Parti et coalition       | Nuance                   | Voix         | %            | Voix        | %           |
| ------------------------ | ------------------------ | ------------------------ | ------------------------ | ------------ | ------------ | ----------- | ----------- |
|                          | Olga Givernet            | LREM (ENS)               | ENS                      | 10 704       | 29,96        | 18 398      | 58,72       |
|                          | Christian Jolie          | LFI (NUPES)              | NUP                      | 7 990        | 22,36        | 12 932      | 41,28       |
|                          | Véronique Baude          | LR (UDC)                 | LR                       | 6 425        | 17,98        |             |             |
|                          | Frédéric Franck          | RN                       | RN                       | 4 993        | 13,97        |             |             |
|                          | Karine Dubarry           | REC                      | REC                      | 1 835        | 5,14         |             |             |
|                          | Jean-Loup Kastler        | ÉP (FGR)                 | ECO                      | 1 763        | 4,93         |             |             |
|                          | Fulgence Kouassi         | SE                       | DIV                      | 596          | 1,67         |             |             |
|                          | Thierry Vergnas          | DLF (UPF)                | DSV                      | 543          | 1,52         |             |             |
|                          | Marine Morvan Lembert    | PA                       | ECO                      | 530          | 1,48         |             |             |
|                          | Cécile Maisonnette       | LO                       | DXG                      | 281          | 0,79         |             |             |
|                          | Franck Bisetti           | PP                       | DVC                      | 69           | 0,19         |             |             |
|                          | Maxence Ferté            | DA                       | DIV                      | 0            | 0,00         |             |             |
|                          |                          |                          |                          |              |              |             |             |
| Votes valides            | Votes valides            | Votes valides            | Votes valides            | 35 729       | 98,54        | 31 330      | 92,38       |
| Votes blancs             | Votes blancs             | Votes blancs             | Votes blancs             | 385          | 1,06         | 1 870       | 5,51        |
| Votes nuls               | Votes nuls               | Votes nuls               | Votes nuls               | 145          | 0,40         | 716         | 2,11        |
| Total                    | Total                    | Total                    | Total                    | 36 259       | 100          | 33 916      | 100         |
| Abstention               | Abstention               | Abstention               | Abstention               | 45 945       | 55,89        | 48 291      | 58,74       |
| Inscrits / participation | Inscrits / participation | Inscrits / participation | Inscrits / participation | 82 204       | 44,11        | 82 207      | 41,26       |

#### Quatrième circonscription
Député sortant : Stéphane Trompille (La République en marche).
| Candidat                 | Candidat                 | Parti et coalition       | Nuance                   | Premier tour | Premier tour | Second tour | Second tour |
| Candidat                 | Candidat                 | Parti et coalition       | Nuance                   | Voix         | %            | Voix        | %           |
| ------------------------ | ------------------------ | ------------------------ | ------------------------ | ------------ | ------------ | ----------- | ----------- |
|                          | Jérôme Buisson           | RN                       | RN                       | 11 116       | 24,82        | 22 601      | 62,27       |
|                          | Philippe Lerda           | LFI (NUPES)              | NUP                      | 7 786        | 17,38        | 13 696      | 37,73       |
|                          | Isabelle Seguin          | LREM (ENS)               | ENS                      | 7 317        | 16,34        |             |             |
|                          | Aurane Reihanian         | LR (UDC)                 | LR                       | 7 198        | 16,07        |             |             |
|                          | Stéphane Trompille       | LREM diss.               | DVC                      | 4 211        | 9,40         |             |             |
|                          | Benoît de Boysson        | REC                      | REC                      | 2 506        | 5,59         |             |             |
|                          | Ali Benmedjahed          | PRG                      | RDG                      | 2 215        | 4,95         |             |             |
|                          | Nicolas Favre            | ÉAC                      | ECO                      | 1 119        | 2,50         |             |             |
|                          | Annick Veillerot         | DLF (UPF)                | DSV                      | 562          | 1,25         |             |             |
|                          | Sacha Forca              | LMR                      | DVD                      | 443          | 0,99         |             |             |
|                          | Sylvain Cousson          | LO                       | DXG                      | 308          | 0,69         |             |             |
|                          | Alban Defrasne           | PP                       | DVG                      | 11           | 0,02         |             |             |
|                          |                          |                          |                          |              |              |             |             |
| Votes valides            | Votes valides            | Votes valides            | Votes valides            | 44 792       | 98,14        | 36 297      | 84,02       |
| Votes blancs             | Votes blancs             | Votes blancs             | Votes blancs             | 638          | 1,40         | 5 481       | 12,69       |
| Votes nuls               | Votes nuls               | Votes nuls               | Votes nuls               | 209          | 0,45         | 1 423       | 3,29        |
| Total                    | Total                    | Total                    | Total                    | 45 639       | 100          | 43 201      | 100         |
| Abstention               | Abstention               | Abstention               | Abstention               | 49 258       | 51,91        | 51 702      | 54,48       |
| Inscrits / participation | Inscrits / participation | Inscrits / participation | Inscrits / participation | 94 897       | 48,09        | 94 903      | 45,52       |

#### Cinquième circonscription
Député sortant : Damien Abad (Les Républicains, jusqu'à son départ du parti le 19 mai 2022).
| Candidat                 | Candidat                 | Parti et coalition       | Nuance                   | Premier tour | Premier tour | Second tour | Second tour |
| Candidat                 | Candidat                 | Parti et coalition       | Nuance                   | Voix         | %            | Voix        | %           |
| ------------------------ | ------------------------ | ------------------------ | ------------------------ | ------------ | ------------ | ----------- | ----------- |
|                          | Damien Abad              | SE (ENS)                 | DVD                      | 12 034       | 33,38        | 17 687      | 57,86       |
|                          | Florence Pisani          | LFI (NUPES)              | NUP                      | 8 485        | 23,54        | 12 882      | 42,14       |
|                          | Joëlle Nambotin          | RN                       | RN                       | 7 110        | 19,72        |             |             |
|                          | Julien Martinez          | LR (UDC)                 | LR                       | 3 580        | 9,93         |             |             |
|                          | Philippe Tournier-Billon | REC                      | REC                      | 2 073        | 5,75         |             |             |
|                          | Stéphanie Paris          | LMR                      | DVD                      | 931          | 2,58         |             |             |
|                          | Celil Yilmaz             | SE                       | DIV                      | 704          | 1,95         |             |             |
|                          | Grégory Fabris           | LP (UPF)                 | DSV                      | 436          | 1,21         |             |             |
|                          | Sylvie Crozet            | LO                       | DXG                      | 414          | 1,15         |             |             |
|                          | Jean-Michel Boulmé       | POID                     | DVG                      | 281          | 0,78         |             |             |
|                          |                          |                          |                          |              |              |             |             |
| Votes valides            | Votes valides            | Votes valides            | Votes valides            | 36 048       | 97,23        | 30 569      | 90,54       |
| Votes blancs             | Votes blancs             | Votes blancs             | Votes blancs             | 820          | 2,21         | 2 354       | 6,97        |
| Votes nuls               | Votes nuls               | Votes nuls               | Votes nuls               | 206          | 0,56         | 839         | 2,49        |
| Total                    | Total                    | Total                    | Total                    | 37 074       | 100          | 33 762      | 100         |
| Abstention               | Abstention               | Abstention               | Abstention               | 40 382       | 52,14        | 43 704      | 56,42       |
| Inscrits / participation | Inscrits / participation | Inscrits / participation | Inscrits / participation | 77 456       | 47,86        | 77 466      | 43,58       |